# Leptoconops foleyi
Leptoconops foleyi är en tvåvingeart som beskrevs av Clastrier 1975. Leptoconops foleyi ingår i släktet Leptoconops och familjen svidknott.
Artens utbredningsområde är Algeriet. Inga underarter finns listade i Catalogue of Life.